# Cosciniopsis caerulea
Cosciniopsis caerulea är en mossdjursart som först beskrevs av Ferdinand Canu och Ray Smith Bassler 1929.  Cosciniopsis caerulea ingår i släktet Cosciniopsis och familjen Gigantoporidae. Inga underarter finns listade i Catalogue of Life.